# Olivier de Termes
Olivier de Termes (* um 1200; † 12. August 1274 in Akkon) war ein berühmter okzitanischer Ritter, Faydit und Kreuzfahrer. Er trug die Titel Seigneur de Termes, Seigneur de Marcorignan und Seigneur de Sainte-Valière.

## Herkunft und erste Jahre

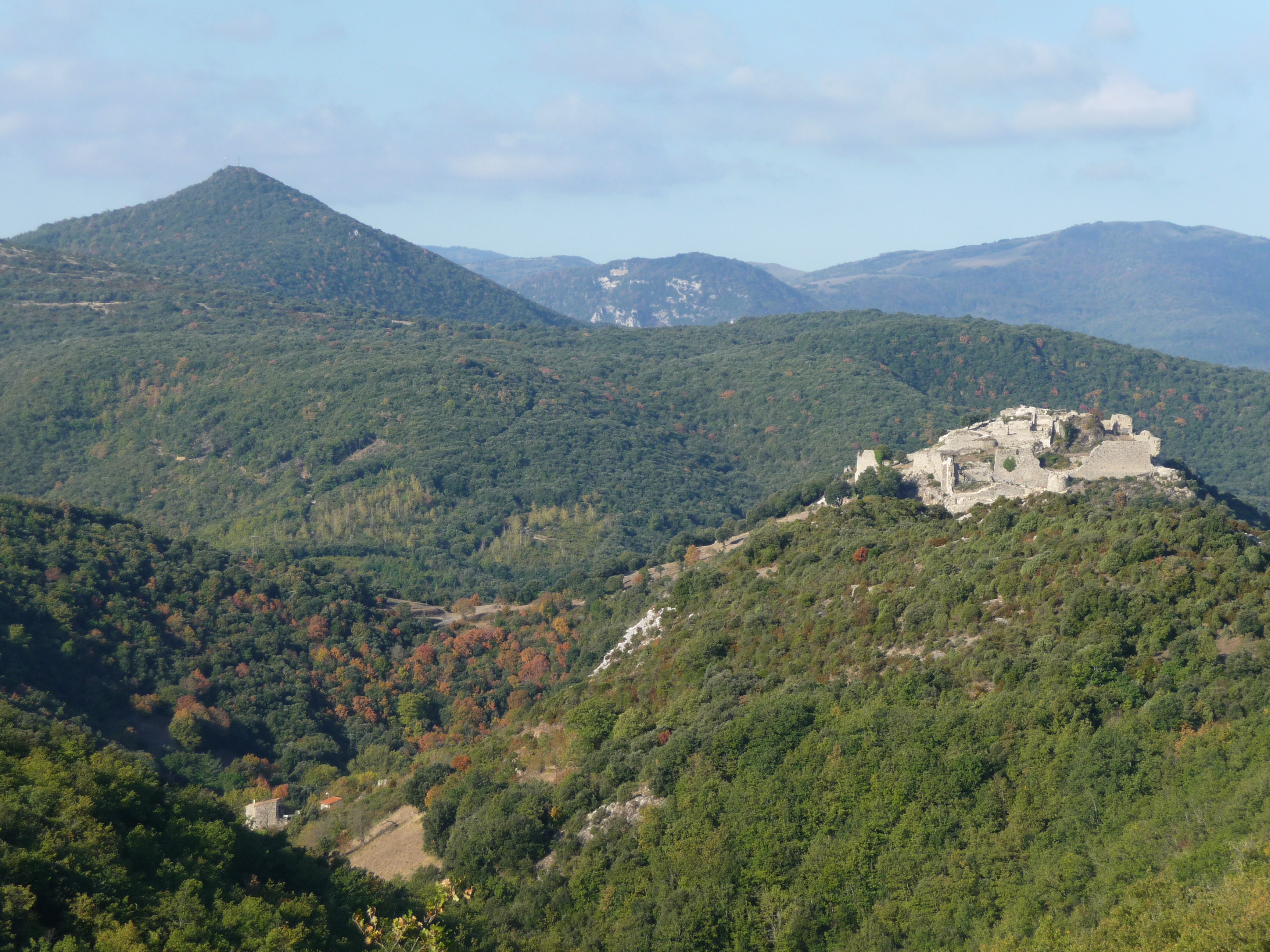
Burg Termes

Olivier wurde wahrscheinlich um das Jahr 1200 auf der Burg Termes in den Corbières als Sohn von Raimund III. von Termes und der Ermesende de Corsavy geboren. Seine Familie zählte zu den bedeutendsten katharischen Adelssippen im Languedoc. Der Katharerbischof der ehemaligen Grafschaft Razès (seit 1226), Benoît, war möglicherweise sein Onkel; dieser wurde bekannt als Wortführer der Katharer beim Disput zu Pamiers (1207) gegen Domingo de Guzmán. Olivier hatte zudem einen Bruder mit Namen Bernard, und zwei Schwestern – Blanca (verheiratet mit Guillaume V. de Minerve) und Raimonde (verheiratet mit Guillaume Jourdain de Saint Felix).
Als Kind erlebte er 1209 den Beginn des Albigenserkreuzzuges und die siebenmonatige Belagerung der Burg Termes durch die Kreuzfahrer unter Simon IV. de Montfort. Die Burg musste am 22. November 1210 aufgegeben werden und Oliviers Vater wurde in Gefangenschaft geführt, in der er drei Jahre später in Carcassonne verstarb. Das väterliche Erbe wurde 1213 an den Kreuzfahrer Alain de Roucy vergeben. Olivier und seine Familie nahmen im katalanischen Vallespir ihr Exil, wo sich seine Mutter mit Bernat-Hug de Serrallonga wiederverheiratete.
Im Jahre 1222 ermöglichte ihm die Niederlage der Kreuzfahrer und der Tod Roucys die Rückkehr ins Languedoc und die Rückgewinnung seines Erbes. In den folgenden Jahren kämpfte er an der Seite von Guilhem de Moncada und Pierre de Fenouillet im Roussillon gegen Nuno Sanchez.
Als König Ludwig VIII. im Jahr 1226 einen weiteren Kreuzzug gegen die Katharer anführte, schloss sich Olivier dem Grafen Raimund VII. von Toulouse an, für den er 1227 Labécède-Lauragais gegen die Franzosen verteidigte, musste sich aber im Folgejahr doch der französischen Krone unterwerfen.

## Die Eroberung Mallorcas
Olivier ging erneut ins Exil an den Hof des Grafen von Roussillon. Mit ihm schloss er sich im Jahr 1229 dem Heer des Königs Jakob I. von Aragon an, der die Balearischen Inseln von der muslimischen Herrschaft befreien wollte. Auf diesem Feldzug schloss Olivier eine enge Freundschaft mit dem katharischen Faydit Xacbert de Barbaira. Das Heer landete am 10. September 1229 in der Nähe von Santa Ponça und konnte nach der siegreichen Schlacht von Serra de Portopí am 31. Dezember 1229 die Cité de Majorque erobern. Der muslimische Widerstand zog sich in die Berge zurück, wo er erst nach zwei weiteren Jahren gebrochen werden konnte.

## Faydit, Renegat und Kreuzfahrer
Nach diesem erfolgreichen Feldzug kehrte Olivier erneut in seine Heimat zurück, wo er sich erneut Raimund VII., dem Grafen von Toulouse, anschloss. Er nahm, trotz seines dem König geleisteten Treueschwurs, den Kampf gegen die Inquisition von Narbonne auf, wo er zwischen 1234 und 1242 mehrfach als Statthalter des Grafen von Toulouse eingesetzt war. Dann nahm er im Jahr 1240, zusammen mit Barbaira, an der Revolte des Raimund Trencavel teil, mit dem Ziel, Carcassonne zu erobern. Das Unternehmen scheiterte und Olivier ging in den Untergrund. Nach dem Massaker an den Inquisitoren in Avignonet (1242) wurde Olivier vom Erzbischof von Narbonne exkommuniziert. Daraufhin führte er mehrere Raubzüge gegen Kirchengüter im Razès und im Roussillon aus.

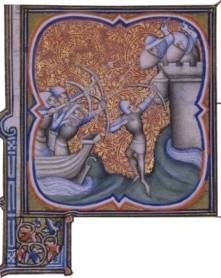
Eroberung von Damiette (1249)

Im Jahr 1247 beschloss er jedoch, seinen Frieden mit der Kirche zu machen und schloss sich zur Buße dem Kreuzfahrerheer Ludwigs des Heiligen beim sechsten Kreuzzug an. Er nahm an den Kämpfen vor der Festungsstadt Damiette und deren Erstürmung teil und wurde zum Befehlshaber der Armbrustschützen (maître des arbalétriers) ernannt. Das Scheitern des Kreuzzuges vor den Mauern der Festung al-Mansura und der Gefangennahme des Königs erlebte er von Damiette aus. Nach der Freilassung des Königs begab sich Olivier mit ihm nach Akkon, wo er an mehreren Kämpfen gegen lokale Fürsten teilnahm. So auch 1253 vor Banyas, wo er dem späteren Chronisten Jean de Joinville das Leben rettete.
Nach seiner Rückkehr aus dem Heiligen Land (1255) stand Olivier fest auf der Seite Frankreichs und engagierte sich bei Friedenstiftungen der königlichen Herrschaft mit dem einheimischen Adel. Dabei belagerte er auch Quéribus, die Burg seines ehemaligen Freundes und nunmehrigen Todfeindes Xacbert de Barbaira und nahm diesen schließlich gefangen. Olivier erlangte großes Verdienst am Zustandekommen des Vertrags von Corbeil (1258).
Er beschloss die restlichen Tage seines Lebens im Dienste Gottes zu verbringen und nahm im Jahr 1265 erneut das Kreuz. Dazu veräußerte er den größten Teil seiner Besitzungen und beschenkte die Abtei von Fontfroide. Er führte ein königliches Kontingent ins Heilige Land und wurde 1269 zum Seneschall von Jerusalem ernannt. Ein Jahr darauf nahm er am siebten Kreuzzug unter König Ludwig IX. gegen Tunis teil in dessen Verlauf der König den Tod fand. Erneut zog er im Jahr 1274 mit einem königlichen Heer, das sowohl vom Papst als auch von Philipp III. finanziert wurde, nach Jerusalem. Dort starb Olivier de Termes am 12. August desselben Jahres in Akkon.

## Familie und Nachkommen
Olivier war mit einer adligen Dame namens Thérès verheiratet, mit der er einen Sohn, Raimund, hatte. Dieser heiratete Guilherme de Saissac. Aus dieser Ehe gingen die Söhne Guilhem und Arnaud hervor, welche beide später Stadtkonsuln von Palma wurden.
Olivier hatte noch zwei Halbbrüder, Söhne seiner Mutter aus ihrer zweiten Ehe. Beide begleiteten ihn 1264 in das Heilige Land und starben dort. Ramon de Serrallonga ertrank 1265 und Bernat-Hug de Serrallonga starb am 19. Dezember 1269 in Akkon.